# Nanoélectronique

Structure d'un transistor FinFET

La nanoélectronique fait référence à l'utilisation des nanotechnologies dans la conception des composants électroniques, tels que les transistors.
Le terme a été créé en 1968 par Jean-Edgar Picquendar, qui a fait réaliser le premier appareil à tracer les masques des circuits électroniques par un faisceau d'électrons.
Quelques années plus tard, Olivier Cahen a fit faire un système de reproduction d'images par image électronique avec une réduction de taille par dix, ce qui a permis de tracer des masques de quelques dizaines de nanomètres de largeur.
Depuis, la taille des lignes des composants électroniques n'a pas cessé de se réduire, atteignant actuellement quelques nanomètres de largeur, ce qui a permis un énorme accroissement des performances des circuits électroniques.
Bien que le terme de nanotechnologie soit généralement utilisé pour des technologies dont la taille est inférieure à environ 100 nanomètres, la nanoélectronique concerne des composants si petits qu'il est nécessaire de prendre en compte les interactions interatomiques et les phénomènes quantiques. En conséquence, les transistors actuels ne relèvent pas de cette catégorie, même s'ils sont fabriqués à partir de technologies 90 nm ou 65 nm et même 32 nm.
La nanoélectronique est parfois considérée comme un bouleversement technologique car les composants actuels sont très différents des transistors traditionnels. Parmi ces composants, on trouve notamment : l'électronique hybride moléculaire/semi-conducteurs, les nanotubes et les nanofils, ou encore l'électronique moléculaire avancée. La nanoélectronique à basse tension et à ultra-basse tension sont d'importants thèmes de recherche et de développement et l'apparition de nouveaux circuits qui fonctionnent à proximité de la limite théorique (d'un point de vue fondamental, technologique, conceptuel, architectural, algorithmique) de consommation énergétique par bit est inévitable.

## Nano-électronique: un nouveau paradigme
L'évolution technologique telle qu’on la conçoit aujourd’hui passe par notre capacité à continuellement confiner les dispositifs de commande, de contrôle, de traitement ou de transport de l'information (micro-électronique de masse, microprocesseurs, télécoms, lasers et fibre optique, capteurs…) à des interfaces capables d’échanger de l’énergie et d’interagir dans des échelles de temps et d’espace comparables à celles des objets moléculaires, « toujours plus vite, toujours plus petit ». Atomes et molécules — lorsque le contrôle complexe de leurs propriétés émergentes est enfin maitrisé — deviennent briques de base de l’architecture de nouveaux systèmes (nanostructures de semi-conducteurs pour la micro-électronique, lasers à puits quantiques pour les télécoms, horloges atomiques pour le calibrage de l’armement des sous-marins nucléaires ou encore le phénomène de magnétorésistance géante, très utilisé dans les têtes de lecture GMR des disques durs modernes, etc.). L’interaction forte de ces objets avec leur environnement ainsi que leur nature fondamentalement quantique imposée par leur confinement (autrement dit leur petite taille) confère à ces systèmes des propriétés de transport et de couplages énergétiques particulièrement commodes d’un point de vue technologique. L’émergence des nanosciences s’accompagne d’un changement radical de paradigme.